# J-League de 2008
J-League 2008 foi a 16a edição da J-league, iniciou-se em 8 de março de 2008, e terminou em 6 de dezembro do mesmo ano. Nessa Temporada a liga esteve dividida em duas divisões (J1 com 18 clubes, e J2 com 15 clubes).

## Vencedores
| Competição    | Campeão             | Vice-canpeão      |
| J1(1adivisão) | Kashima Antlers     | Kawasaki Frontale |
| J2(2adivisão) | Sanfrecce Hiroshima | Montedio Yamagata |